# Dorcasomus
Dorcasomus Audinet-Serville, 1834 è un genere di coleotteri  della famiglia dei Cerambicidi. È l'unico genere della tribù Dorcasomini Lacordaire, 
1869.

## Tassonomia
Il genere comprende le seguenti specie:
- Dorcasomus batesi Quentin & Villiers, 1970
- Dorcasomus capensis Quentin & Villiers, 1970
- Dorcasomus delegorguei Guérin-Méneville, 1845
- Dorcasomus ebulinus (Fabricius, 1787)
- Dorcasomus gigas Aurivillius, 1914
- Dorcasomus mirabilis Quentin & Villiers, 1970
- Dorcasomus pinheyi Quentin & Villiers, 1970
- Dorcasomus urundiensis Quentin & Villiers, 1970